# 麗莎·喬宮多
丽莎·焦孔多（義大利語：Lisa del Giocondo；1479年6月15日—1542年7月15日或1551年左右），闺名丽莎·盖拉尔迪尼（Antonmaria di Noldo Gherardini），又名丽莎·迪·安东尼奥·马里亚（Lisa di Antonio Maria）、丽莎·迪·安东马里亚（Lisa di Antonmaria）、盖拉尔迪尼（Gherardini）和蒙娜丽莎（Mona Lisa），是意大利佛罗伦萨和托斯卡纳的盖拉尔迪尼家族成员。意大利文艺复兴时期，她的丈夫聘请列奥纳多·达·芬奇为夫人绘制肖像，这张画就以她的一个名字命名：《蒙娜丽莎》。
后人对丽莎的一生所知甚少。她生于佛罗伦萨，十几岁时就嫁给了布料和丝绸商人，丈夫之后还当上地方官员。丽莎生有5个孩子，现代研究大多认为她生活舒适，属普通中产阶层的一员。丽莎的丈夫比她年长很多，去世也比她早很多。
丽莎去世数世纪后，《蒙娜丽莎》成为世界上最富盛名的画作。众多学者和爱好者的推测令这件艺术品成为全球瞩目的标志和商品化对象。2005年，学界确认丽莎正是《蒙娜丽莎》的人物原型。

## 早年生活和家庭
丽莎的佛罗伦萨家族属于年代久远的贵族，但随着时间的推移已经失去影响力:58。他们家境还算小康，但并不富裕，依靠农业收入在欧洲最大且经济最发达的其中一个城市生活，该市居民的贫富差距也很大:17, 23, 24。
丽莎的父亲安东玛里亚·迪诺尔多·盖拉尔迪尼于1465年迎娶丽莎·迪·乔瓦尼·菲利波·德·卡尔杜奇（Lisa di Giovanni Filippo de' Carducci），1473年又续弦娶了卡泰丽娜·迪·玛丽奥托·鲁切拉伊（Caterina di Mariotto Rucellai），两位夫人均死于分娩:37。1476年，安东玛里亚娶了第三任太太，皮耶拉·斯皮内利（Piera Spinelli）的女儿卢克雷齐亚·德尔·卡恰，后者正是丽莎的母亲:37。盖拉尔迪尼一度在基安蒂（Chianti）地区拥有或租有六个农场，种植小麦、生产葡萄酒和橄榄油，还有饲养牲畜:41-44。
丽莎于1479年6月15日在佛罗伦萨的马吉奥路出生:37，但多年来许多人一直以为她是在家人位于基安蒂地区格雷韦镇外的乡间别墅诞生。她的名字丽莎源于祖父的一位夫人:40。丽莎是家中长女，有三个妹妹，其中一个叫吉内芙拉（Ginevra），还有三个弟弟，分别叫焦万瓜尔贝托（Giovangualberto）、弗朗切斯科（Francesco）和诺尔多（Noldo）:44。
丽莎一家住在佛罗伦萨，起初位于圣三大殿附近，之后在圣神大殿附近租房住下，这很可能是因为之前的住房因故受损，家人又负担不起修理费用。丽莎一家搬到当时的圣十字教堂附近，这里距列奥纳多·达·芬奇父亲瑟皮耶罗·达·芬奇（Ser Piero da Vinci）的家很近。:45-46此外，丽莎一家还在佛罗伦萨以南约32公里的小村庄圣多纳托（St. Donato）拥有一套小型乡间别墅:4。丽莎的祖父诺尔多曾把位于基安蒂的一座农场作为遗物赠送给新圣玛丽亚医院。安东玛里亚租下这所医院的其他农场，以便监督小麦收成，一家人会在这套乡间别墅避暑:41-44。

## 婚姻和晚年生活
1495年3月5日，丽莎与弗朗切斯科·迪巴托洛梅奥·迪扎诺比·德尔·焦孔多成婚。弗朗切斯科是个商人，在经营布料和丝绸的生意上还算成功。丽莎嫁给他时年仅15岁，嫁妆是170弗罗林，加上娘家乡间别墅附近的圣西尔韦斯特罗（San Silvestro）农场，这说明当时盖拉尔迪尼家族已不算很富裕，夫妻两人应该是真心相爱。:5圣西尔韦斯特罗农场位于卡斯特利纳和圣多纳托因波焦之间，与之后米开朗基罗拥有的两个农场距离很近:45-46。夫妻两人在佛罗伦萨属中产阶级，这次婚姻有可能提升了丽莎的社会地位，因为丈夫的家族可能更加富有:5。弗朗切斯科也从此次婚姻获益，因为盖拉尔迪尼是老贵族名号。1503年3月5日，弗朗切斯科在家族旧居隔壁买下一套房子，与夫人一起搬进去，估计列奥纳多也正是在这年开始为丽莎画像:9。

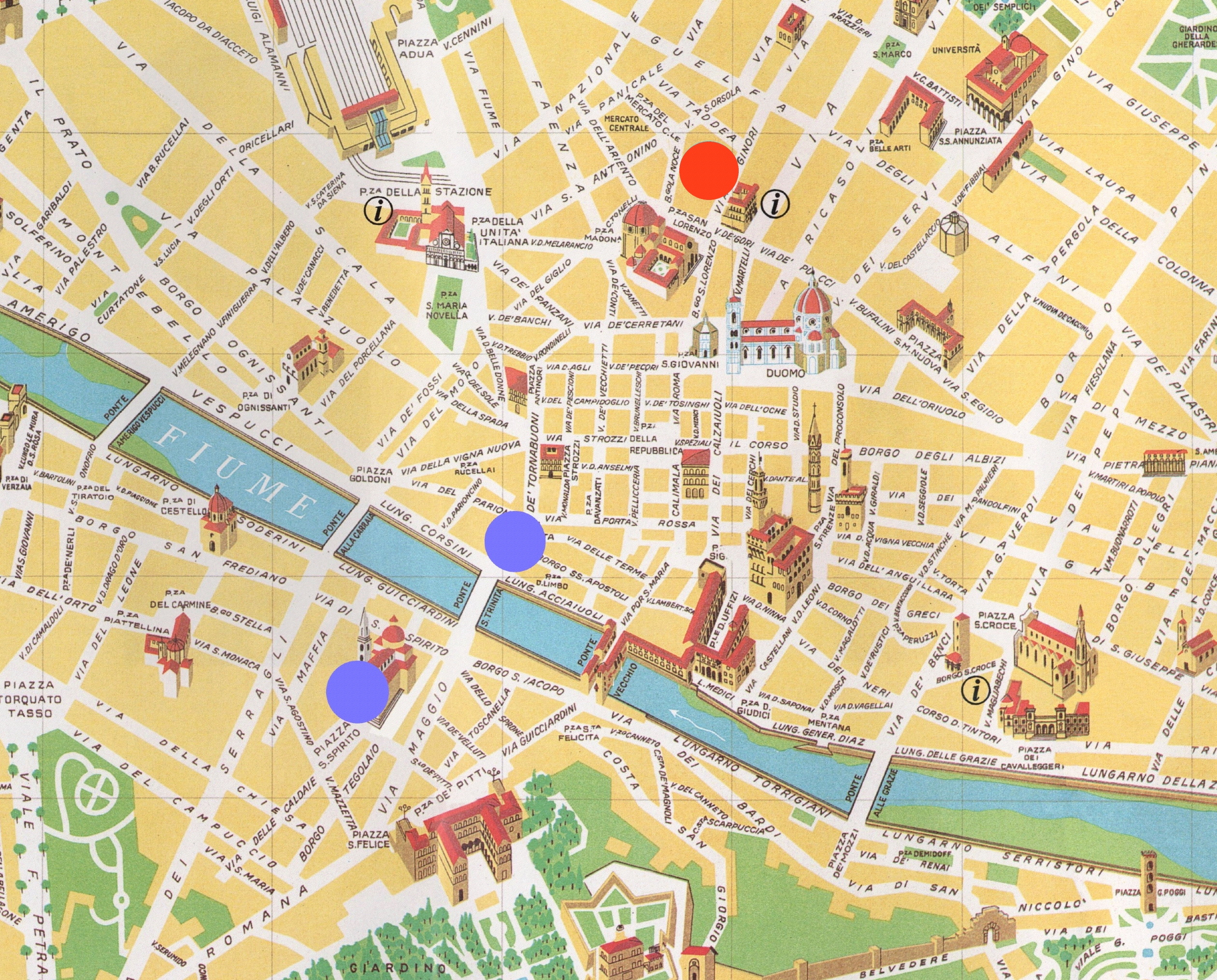
佛罗伦萨中部，弗朗切斯科和丽莎住在图上红色圆点处，约阿诺河以北一公里处。丽莎的父母住在河边，之前在河的北面，之后搬到南部，均以紫色圆点表示。

丽莎与弗朗切斯科一共有五个孩子，分别叫皮埃罗、卡米拉、安德烈亚、焦孔多和玛丽埃塔，其中四个是在1496到1507年间出生，丽莎还有个1499年夭折的小女儿:4。
卡米拉和玛丽埃塔之后成为天主教修女。卡米拉更名索尔·比阿特丽斯并进入圣多明我修道院，托付给安东玛里亚的姐姐阿尔比耶拉（Albiera）以及丽莎的妹妹卡米拉和亚历山德拉（Alessandra）照顾。卡米拉曾在修道院受到指控，称有四位男子前来探视她，但之后修道院认为她是清白的。:61-62比阿特丽斯在18岁那年去世:61-62并葬在新圣母大殿:154。丽莎与佛罗伦萨某家拥有很高声誉的修道院建立良好关系，并于1521年把玛丽埃塔安置在此。玛丽埃塔更名索尔·卢多维卡，成为修道院受人尊敬的一员，有一定的职责:63。
弗朗切斯科成为佛罗伦萨地方官员，于1499年入选咨议会议员，1512年取得佛羅倫斯領主團成员资格，1524年正式进入領主團任职。他有可能还和美第奇家族在政治或经济上存在瓜葛。1512年，佛罗伦萨政府担心美第奇会结束流亡生活返回，结果弗朗切斯科也被打入大牢并罚款1000弗罗林，直到9月美第奇回来时才获释。:154
学界对夫妻两人的死有着不同的说法。其中一种认为弗朗切斯科于1528年因瘟疫去世，丽莎生病后由女儿卢多维卡带到修道院，在这里生活四年后去世，终年63岁。另一种说法认为弗朗切斯科是在1539年去世，这时已近八旬；而丽莎则有可能至少活到1551年，这时她应该是71或72岁:4。
弗朗切斯科于1537年6月立下遗嘱，允许夫人取回嫁妆并保留所有个人衣物和饰品，还为她将来的生活提供保障。弗朗切斯科希望太太照顾好女儿卢多维卡，并且要求儿子巴托洛梅奥在继母需要时提供帮助，他在遗嘱中写道：“鉴于立遗嘱人对爱妻蒙娜丽莎的亲情和爱情，考虑到丽莎一直是位表现出崇高品格的忠实妻子，（我）希望她能够拥有所有需要的东西……”:105

## 《蒙娜丽莎》

列奥纳多·达·芬奇所绘的《蒙娜丽莎》，现存卢浮宫。

与佛罗伦萨其他经济实力类似的居民一样，弗朗切斯科一家也是艺术爱好者和赞助人。他的儿子巴托洛梅奥曾请安东尼奥·迪·唐尼诺·马齐耶里（Antonio di Donnino Mazzieri）在家族位于佛罗伦萨圣母领报大殿的墓地绘制壁画。安德烈亚·德尔·萨尔托还为该家族另一成员画了幅圣母玛利亚。:154弗朗切斯科聘请列奥纳多·达·芬奇为爱妻画像，还请多梅尼科·普利戈（Domenico Puligo）画了亚西西的方济各。估计他请画家为丽莎画像是为庆祝安德烈亚降生和家中买下新居:9。
15到16世纪初，为忠贞女性绘制肖像在艺术界比较常见，《蒙娜丽莎》就是这类作品。画中丽莎的右手位于左手之上，这表明她忠于丈夫。达·芬奇所画的丽莎有可能比真人更加时尚。她的黑色衣服和面纱都是受西班牙影响的高级时装，而非像部分学者推测的那样是为了哀悼过世的女儿。按当时的情况来说，这幅肖像的尺寸非常大，通常来说，画像的尺寸与艺术赞助人的富有程度成正比。学者认为，弗朗切斯科在画作上砸下重金，表明他和丽莎在社会地位上的抱负。:12

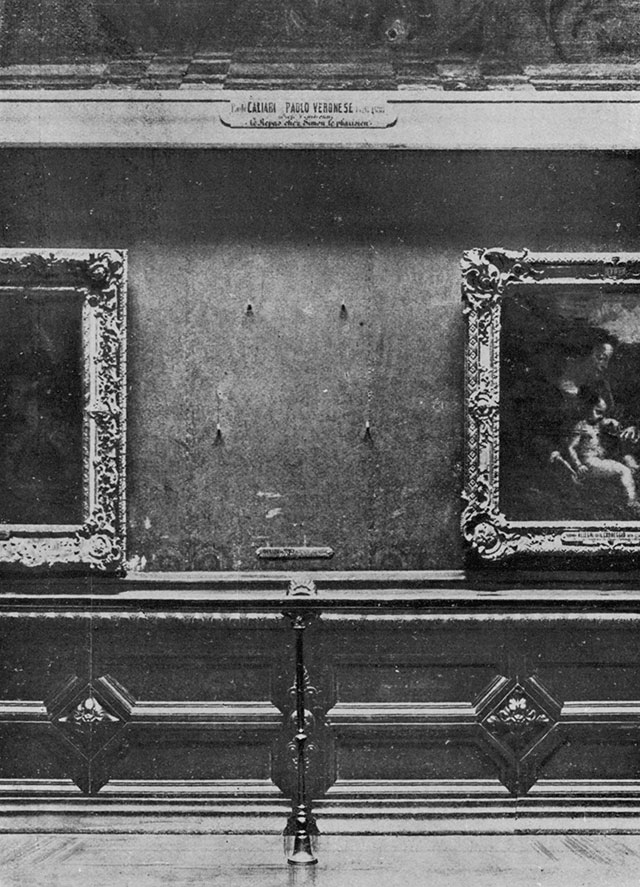
1911年，《蒙娜丽莎》从卢浮宫被盗，这幅画于20世纪60到70年代间辗转亚洲和北美洲，令其知名度大幅提升。

1503年春，达·芬奇没有收入来源，这有可能是他愿为私人画像的重要原因:7。但到了这年晚些时候，他开始收到创作《安吉亚里战役》的报酬，金额比《蒙娜丽莎》更高，并且规定达·芬奇必须在1505年2月完成，为此他很可能不得不推迟《蒙娜丽莎》的创作:136。1506年，达·芬奇仍然没有完成肖像，所以没有拿到报酬，也没有将画作交给雇主:6。达·芬奇之后带着这幅画走遍天下，有可能过了好些年才在法国将其完成，有学者估计是在1516年完成。
画作上所标年份是1550年。据与弗朗切斯科家族的部分成员相识的乔尔乔·瓦萨里记载:4：“列奥纳多为弗朗切斯科·德尔·焦孔多的夫人蒙娜丽莎画了一幅肖像”。这幅画的意大利语名称和法语名称都是丽莎婚后从夫的姓氏，也是她的昵称，意思是“幸福的人”。
有观点认为，至少有四幅画作所画的是丽莎，对她身份的猜测涉及至少十人。到了20世纪末，《蒙娜丽莎》已成为全球性的标志，出现在另外至少300幅画作和2000部广告中，平均每星期就会有相关的新广告面世:16。

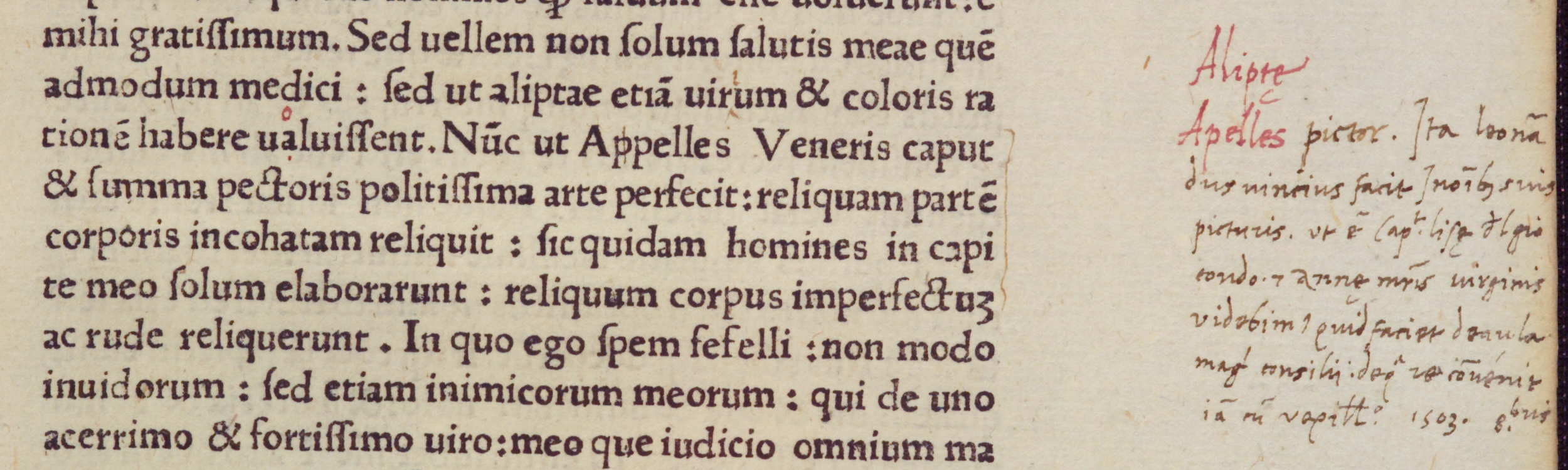
阿戈斯蒂诺·韦斯普奇的边注

2005年，海德堡大学图书馆的一位专家在图书馆收藏文献中发现由阿戈斯蒂诺·韦斯普奇在1503年所写的边注，其中确认画像中正坐的女士就是丽莎，达·芬奇当时正在为丽莎·德尔·焦孔多画像。从16世纪弗朗索瓦一世拿到这幅画开始，《蒙娜丽莎》就一直由法国所有，法国大革命后成为法国人民的共同财产:8，如今，这幅画已是法国国家收藏的一部分，存放在巴黎的卢浮宫，平均每年前来观赏的人数高达600万。

## 扩展阅读
- . Musée du Louvre.   [2014-07-30]. （原始内容存档于2014-07-30）.